# 2230 Yunnan
2230 Yunnan este un asteroid din centura principală, descoperit pe 29 octombrie 1978.